# Risa Ashino
Risa Ashino (jap. 芦野李沙 Ashino Risa; ur. 23 marca 1990 w Higashine, w Japonii) – japońska siatkarka grająca na pozycji środkowej. Obecnie występuje w drużynie Pioneer Red Wings.